# London Overground
 Ikke at forveksle med London Underground.
London Overground (LO) er et netværk af forstadstog i Storbritannien, der betjener store dele af London og Hertfordshire. Det har været opereret af London Overground Rail Operations (LOROL) siden 2007, som en del af National Rails netværk og under Transport for London (TfL)'s franchisekontrol og markedsføring. Det består af fem baner: East London Line, Gospel Oak to Barking Line, North London Line, West London Line og Watford DC Line. Fra ultimo 2012 inkluderes en sjette bane, South London Line, i Overground-systemet.

## Historie

### Baggrund
Togkørsel i Storbritannien køres hovedsageligt i et system af jernbanefranchiser og opereres af en række private togoperatører, der markedsføres sammen som National Rail.
I 2003 blev et pilotprojekt lanceret, for at samle de lokale National Rail-betjeninger, der køres i London af adskillige selskaber, under et fælles brand. Under Overground Network-brandet introducerede TfL ensartede informationsskærme, stationsskiltning og kort på udvalgte ruter i Sydlondon. Selvom dette pilotprojekt udelukkende var en øvelse i markedsføring, var det det første tilfælde, hvor TfL havde en synlig indflydelse på National Rail-tog i London. Overground Network-projektet blev senere trukket tilbage.
I januar 2004 offentliggjorde Transportministeriet en gennemgang af jernbaneindustrien i Storbritannien. Som en del af rapporten blev der stillet forslag videre fra Transport for London om at etablere et "London Regional Rail Authority" (regional jernbanemyndighed for London), der skulle give TfL reguleringsbeføjelser for jernbanetransporten i og omkring Storlondon.
Som følge af denne høring blev Silverlink-franchiset overdraget til TfL's kontrol. Dette er til dato det eneste aftalte skridt mod etableringen en jernbanemyndighed for hele London.
Silverlink-franchiset havde to driftsområder: Silverlink County (regionaltog fra Euston til Northampton, St Albans Abbey, Bletchley og Bedford) og Silverlink Metro (primært tog indenfor Londons byområde). Da franchiset blev delt op i 2007, blev County-togene overtaget af London Midland-franchiset, og Metro-togene kom under TfL's kontrol.

### Offentliggørelse
Den 20. februar 2006 offentliggjorde Transportministeriet at TfL ville overtage forvaltningen af tog, der dengang blev kørt af Silverlink Metro. Potentielle operatører blev opfordret til at byde på driften under det foreløbige navn, North London Railway. Den 5. september 2006 blev London Overground-brandet offentliggjort, og det blev bekræftet, at den forlængede East London Line ville indlemmes.

### Lancering
Den 11. november 2007 overtog TfL franchiset for driften af tog på Silverlink Metros tidligere North London Railway-rute.
Den officielle lanceringsceremoni blev holdt den 12. november 2007 på Hampstead Heath Station ved Londons daværende borgmester Ken Livingstone, med en senere pressebegivenhed på bugtperronen på Willesden Junction Station.
Lanceringen blev fulgt af en markedsføringskampagne, kaldet "London's new train set" (Londons nye togpakke), med plakater og foldere med et billede af en modeltogspakke med de nye Overground-tog, spor og personale.
Ved lanceringen forpligtede TfL sig at forny ruterne ved forbedrede frekvenser, personale på alle stationer, forbedrede stationsfaciliteter, indførelse af nyt rullende materiel og mulighed for at benytte Oyster card i netværket.
Alle stationer blev hovedrengjort efter TfL-overtagelsen, og Silverlink-brandingen blev fjernet. Skiltningen på stationerne er blevet erstattet med Overground-brandede skilte ved at bruge TfL's egen skrifttype, New Johnston.
Den 15. april 2009 flyttede North London Line perroner på Stratford til de nye spor 1 & 2 på det øvre niveau, fra de gamle spor 1 & 2 på nedre niveau (nu spor 16 & 17), der er blevet benyttet til DLR's Stratford International-tog. Spor 1 og 2 består af en øperron med trinfri adgang til spor 12 og gangtunnelen til spor 3 til 11.
Den 27. september 2009 åbnede Imperial Wharf Station på West London Line mellem West Brompton og Clapham Junction.

### East London Line-forlængelse
Den 27. april 2010 blev East London Line en del af London Overground-netværket, da første etape af banens forlængelse var fuldført. Den tidligere London Underground-bane var blevet forlænget mod nord (primært langs den tidligere Broad Street-viadukt på den lukkede North London Line) for at genåbne Dalston Junction, og syd til nye endestationer på Crystal Palace og West Croydon ved at benytte dele af den eksisterende Brighton Main Line.
Driften begyndte med en begrænset "preview"-betjening mellem Dalston Junction og New Cross/New Cross Gate, mens banen begyndte fuld drift mellem Dalston Junction og West Croydon/Crystal Palace den 23. maj. Den 28. februar 2011 blev banens sektion mellem Dalston Junction og Highbury & Islington åbnet for offentligheden under deltagelse af Borgmesteren i London, Boris Johnson, og London Undergrounds administrerende direktør, Mike Brown. Alle tog fra Highbury & Islington ender på Crystal Palace/West Croydon, mens tog fra Dalston Junction ender på New Cross og, fra slutningen af 2012 og frem, Clapham Junction via Surrey Quays.
TfL udtalte i november 2010, at passagertallet på den nye East London line var foran prognosen på 92.000 pr. dag, og at brugen af Surrey Quays er røget helt i vejret.
Indlemmelsen af East London Line i London Overground-netværket har tilføjet væsentlige banestrækninger i tunnel, inklusive den historiske Thames Tunnel, verdens ældste tunnel under en farbar flod. En særhed ved denne del af netværket er, at på Whitechapel løber London Overground-banen under London Underground-banen.

### Operatør
The Overground opereres af et privat selskab, London Overground Rail Operations Ltd., der benytter brandet LOROL. Efter en model, magen til den, der allerede var benyttet for Docklands Light Railway, inviterede TfL bydere på driften af The Overground. Modsat National Rail-franchiser sætter TfL takster, fremskaffer rullende materiel og beslutter betjeningsniveauet. Operatøren tager en del af omsætningsrisikoen. TfL har 90% af risikoen og 10% af omsætningen tilfælder operatøren, og operatøren er ansvarlig for opkrævning.
De bydende var MTR Laing (et 50:50-joint venture mellem MTR Corporation og Laing Rail), Govia, National Express Group (Silverlinks operatør) og NedRailways. I december 2006 var dette felt indskrænket til Govia og MTR Laing, der blev valgt til at indsende deres "bedste og sidste bud", og 19. juni 2007 blev det offentliggjort, at MTR Laing var blevet valgt.
Kontrakten blev underskrevet den 2. juli 2007 for syv år med option på en to-årig forlængelse. Som forberedelse til lanceringen af The Overground omdøbte MTR Laing sig London Overground Rail Operations Ltd (LOROL).
I december 2007 offentliggjorde Henderson Group, moderselskabet for John Laing plc, et salg af Laing Rail-afdelingen, der udgør halvdelen af LOROL, Chiltern Railways og en andel af Wrexham & Shropshire, som kører fri trafik. I april 2008 var Laing Rail købt af den tyske statsejede jernbaneoperatør, Deutsche Bahn, som nu ejer 50% af aktierne i LOROL. Prisen rygtes at være omkring €170 millioner.

## Nuværende system

### Introduktion
Det oprindelige netværk, betjeningsniveauet og køreplanerne var en fortsættelse af Silverlink Metro-togene. Da Overground-navnet indikerer at hovedparten af netværket er over jorden, består det mest af jernbaner, der sammen forbinder forskellige områder udenfor det centrale London, med en betydelig del af netværket i takstzone 2. Netværket benytter også Euston i det centrale London, der er den sydlige endestation for Watford DC Line.

### Ruter
The Overground består af de følgende baner:
- East London Line – Highbury & Islington til West Croydon/Crystal Palace; Dalston Junction til New Cross.
- Gospel Oak to Barking Line – Gospel Oak til Barking
- North London Line – Richmond til Stratford (strækningen fra Stratford til North Woolwich lukkede den 9. december 2006 og en del heraf er nu blev genbrugt til DLR).[24]
- Watford DC Line – Watford Junction til Euston
- West London Line – Clapham Junction til Willesden Junction
- Inner South London Line (fra ultimo 2012) – Dalston Junction til Clapham Junction

Netværket har knudepunkter med skiftemulighed til Underground-banerne Bakerloo, Central, District, Hammersmith & City, Jubilee, Northern og Victoria lines og Docklands Light Railway. Overground-banerne vises sammen med Underground-banerne på almindelige Underground-netværkskort (tube maps), udgivet af Transport for London, og på et separat kort over systemet findes også.
Meget af The Overground går gennem mindre velstående områder, og ses som at bidrage til deres forskønnelse. North London og Gospel Oak to Barking Lines blev tidligere betragtet af Londonforsamlingens transportudvalg som værende forsømte og ikke udviklet til deres fulde potentiale.

### Frekvenser
Pr. maj 2011 er dette de typiske frekvenser på de individuelle baner:
- North London Line – seks tog pr. time mellem Stratford og Willesden Junction, med fire fortsættende til Richmond og to til Clapham Junction. Otte tog pr. time i myldretiderne.
- West London Line – fire tog pr. time (to starter eller ender på Stratford).
- Gospel Oak to Barking Line – fire tog pr. time.
- Watford DC Line – tre tog pr. time.
- East London Line – fire tog pr. time der betjener hver af de sydlige endestationer, hvilket giver 12 tog pr. time på den centrale strækning fra Surrey Quays til Dalston Junction. Otte tog pr. time fra Dalston Junction til Highbury & Islington.
- South London Line (fra ultimo 2012) – fire tog pr. time fra Dalston Junction til Clapham Junction via Surrey Quays.[30]

### Stationer
The Overground betjener de følgende stationer:
| North London Line | West London Line                                                                                                  | Watford DC Line | Gospel Oak to Barking Line | East London Line |
| --- | --- | --- | --- | --- |
| - Richmond - Kew Gardens - Gunnersbury - South Acton - Acton Central - Willesden Junction - Kensal Rise - Brondesbury Park - Brondesbury - West Hampstead - Finchley Road & Frognal - Hampstead Heath - Gospel Oak - Kentish Town West - Camden Road - Caledonian Road & Barnsbury - Highbury & Islington - Canonbury - Dalston Kingsland - Hackney Central * - Homerton - Hackney Wick - Stratford * Trinfri adgang kun til østgående perron | - Willesden Junction - Shepherd's Bush - Kensington (Olympia) - West Brompton - Imperial Wharf - Clapham Junction | - Euston - South Hampstead - Kilburn High Road - Queen's Park - Kensal Green - Willesden Junction - Harlesden - Stonebridge Park - Wembley Central - North Wembley - South Kenton - Kenton - Harrow & Wealdstone - Headstone Lane - Hatch End - Carpenders Park - Bushey - Watford High Street - Watford Junction | - Gospel Oak - Upper Holloway - Crouch Hill - Harringay Green Lanes - South Tottenham - Blackhorse Road - Walthamstow Queen's Road - Leyton Midland Road - Leytonstone High Road - Wanstead Park - Woodgrange Park - Barking | - Highbury & Islington - Canonbury - Dalston Junction - Haggerston - Hoxton - Shoreditch High Street - Whitechapel - Shadwell - Wapping - Rotherhithe - Canada Water - Surrey Quays - New Cross ^ - New Cross Gate - Brockley ~ - Honor Oak Park - Forest Hill - Sydenham - Crystal Palace - Penge West * - Anerley - Norwood Junction * - West Croydon - * Trinfri adgang kun til perron for tog mod London - ~ Trinfri adgang kun til sydgående perron - ^ Trinfri adgang kun til London Overground-perron og sydgående perron for National Rail-tog |

## Nuværende drift
London Overground Rail Operations Ltd (LOROL) har hovedkontor og kontrolcenter i Swiss Cottage. Rullende materiel vedligeholdes på depoterne ved Willesden Junction og New Cross (nybygget for den forlængede East London Line). Adskillige andre lokaliteter benyttes til opstabling af tog, inklusive Stratford Station, Euston Station og sidespor (hovedsageligt benyttet af London Midland), samt Barking-depotet i Østlondon (Barking er et centraldepot for National Express Groups franchise C2C). Togpersonale er baseret på adskillige stationer på tværs af London, inklusive Euston, Willesden Junction, Watford Junction, New Cross, Stratford og Gospel Oak.

### Billettering
I The Overground benyttes en blanding af papirbilletter og de elektroniske Oyster card-rejsekort. Som med alle National Rail- og TfL-services i London kan passagerer benytte et Travelcard (dagligt, syvdags, månedligt eller årligt). Som på andre National Rail-tog i London kan der også benyttes enkelt-, retur- og billige endagsreturbilletter prisat efter takstzonesystemet.
Som et forsøg på at forbedre sikkerheden og benytte omsætningen har TfL annonceret, at de vil opstille billetbomme på en række af stationerne. Stationerne, som ikke havde bomme, da TfL overtog banen, er blevet udstyret med enkeltstående Oyster card-læsere, mangen til dem på Underground- og DLR-stationerne uden bomme. Validatoren på Blackhorse Road, som tidligere skulle benyttes til at tjekke ind eller ud i Oyster card-systemet, er nu sat ud af drift.
Billetpapiret på The Overground fortsætter med at være det fælles National Rail-papir, da Overground-tog forbliver en del af National Rail-netværket, men nogle gange er der en stor TfL-rondel centralt og med den gentagne inskription "Rail Settlement Plan" på en lysere grøn baggrund.

### Billetpriser
Oyster cards takseres efter samme zonebaserede regler, som gælder i The Underground og Docklands Light Railway. Stationer udenfor Storlondon (bortset for Watford Junction) er inkluderet i de nystiftede zoner 7-9, mens Acton Central, Hampstead Heath og Willesden Junction ændrede zoner 2. januar 2008 (hhv. fra zone 2 til 3, fra 3 til 2 og fra 3 til 2 & 3), hvilket reducerede priserne for en række ture.
Papirbilletter takseres efter samme zonebaserede regler, som gælder for papirbilletter i The Underground og DLR, som blev udvidet til at dække de nye zoner. Watford Junction har sin egen, specifikke prisskala. I alle tilfælde er papirbilletter markant dyrere at benytte end Oyster cards.

### Rettighed
Selvom The Overground brandes som et TfL-produkt, forbliver den en del af National Rail-netværket, som også kontrollerer rettidigheden (modsat The Underground). De seneste tal fra Office of Rail Regulation (ORR), for 1. kvartal 2011, viste at de havde opnået målet på 95.9% på Public Performance Measure (PPM)-skalaen for punktlighed og pålidelighed. Dette var over gennemsnittet for alle jernbaneselskaber i London og Sydøstengland. Det for de 12 måneder frem til 31. marts 2011 var scoren på 94.8%. TfL har, i samarbejde med Massachusetts Institute of Technology, undersøgt output-data fra Oyster card-billetsystemet for at måle The Overgrounds præstation, udelukkende set fra passagernes synsvinkel.
i foråret 2010 modtog London Overground den samlet set laveste tilfredshedsvurdering på 72% blandt samtlige britiske togoperatører i en national passagerundersøgelse udført af Passenger Focus

### Markedsføring
The Overground bliver visuelt præsenteret for offentligheden efter de eksisterende TfL-designstandarder, ved brug af grafiske designelementer, som ligner det, der benyttes i Underground-udgivelser, -skiltning og andre elementer, efter et originalt design af Frank Pick. Disse designstandarder fremgår også at den nye vognpark.
Ruterne markedsføres med en ny version af rondellen, det ikoniske symbol med en bjælke og en cirkel, der associeres med transportprodukter i London. Overground-versionen består af en orange ring med en blå bjælke. Rondellen blev hentet fra et tidligere design for London Passenger Transport Board fra 1933, og som har været benyttet i mange variationer, der er anvendt for efterfølgende drift. De nuværende TfL-versioner indebærer en hul cirkel eller ring frem for den originale, udfyldte cirkel.
Til fælles med andre TfL-produkter betegnes The Overground ved en designeret sektorfarve, en kraftig orange (Pantone 158C). Som med illustreringen af DLR er The Overground vist på Underground-netværkskortet (tube map) som en dobbelt stribe, frem for en udfyldt linje, for at markere deres status som et produkt, som ikke er en Underground-bane.
Organisationens skiltning, kontorartikler og litteratur benytter New Johnston-skrifttypen, ligesom de andre TfL-produkter. Nogle få renoverede stationer på den genåbnede East London Line viser nu stationsnavnet i store orange tredimensionelle majuskler.

## Rullende materiel
Siden London Overground overtog driften fra Silverlink har Transport for London fulgt et program for materieludskiftning i løbet af tre til fem år. Fra 2009 har splinternye litra 378 Capitalstar-tog bygget af Bombardier Transportation været rullet ud på de elektrificerede baner. North London Line havde oprindeligt 24 trevogns-togsæt, men efter perronforlængelser er North London Railways vognpark blev forlænget til fire vogne i 2011. East London Line blev fra startet opereret med 20 firvognstogsæt, og yderligere tre tog blev indsat senere.
De nye elektriske tog, litra 378, blev officielt afsløret på Willesden Junction Station den 13. juli 2009. De har en række "metroagtige" træk, heriblandt langsgående sædeopstilling og meget plads til stående, for at yde en metrolignende betjening med høj kapacitet. Togene har fri gennemgang mellem vognene og klimaanlæg. De første Capitalstars begyndte passagerdrift i juli 2009.
De nye tog er leaset fra det nystiftede materieldriftsselskab QW Rail Leasing fremtil 2027. TfL havde planlagt at købe den nye litra 378-vognpark, men i februar 2008 blev det offentliggjort, at de ville lease togene i stedet, for at frigøre købsomkostningerne på £250 millioner, kombineret med en reduktion af risikoen for at tabe på et eventuelt videresalg af flåden.
Litra 378'erne blev indsat med succes på det meste af London Overground, men der var enkelte problemer og forsinkelser. Firvogns-378-togsættene for Watford DC Line blev forsinket grundet problemer ved enmandsdrift, som skyldtes sikkerhedsmæssige betænkninger om blinde vinkler på videoovervågningssystemet, som gør det muligt for føreren at se passagerdørene lukke. Litra 172 havde tekniske problemer, som nu er blevet løst. I oktober 2010 havde det nye rullende materiel fuldstændigt erstattet de gamle elektriske togsæt litra 313 og litra 508, samt dieseltogsættene litra 150 "Sprinter" som alle tidligere var opereret af Silverlink, bortset fra tre litra 508-togsæt, som blev udfaset ultimo 2008. Litra 313 og litra 150 "Sprinter" er overdraget til andre togoperatører, såsom Southern, First Capital Connect og First Great Western. Litra 508-togsættene blev hensat på Eastleigh Works.
East London Line, der tidligere blev opereret med London Underground A60- og A62-materiel, blev midlertidigt lukket for ombygning og opereres nu med nye litra 378 Capitalstar-togsæt.
Otte tovogns-litra 172/0-togsæt blev bestilt af Angel Trains på vegne af TfL i november 2007, og London Overground leaser togsættene af dem. Elektrificering af Gospel Oak to Barking Line ønskes af TfL, lokale bydele og passagergrupper, men har endnu ikke været en del af Network Rails ruteanvendelsesstrategi for ruter på tværs af London. Fra 2010 begyndte TfL at benytte de nye tovognsdieseltog litra 172 "Turbostar".
Alle litra 172/0-togsættene (nummereret 172001 til 172008) er indsat i drift for London Overground.
Hvis planen om erstatning af Watford DC Line med Bakerloo line-betjening til Watford Junction fuldføres, kan Bakerloo lines vognpark med 1972-materiel udvides med de Victoria lines 1967-materiel, som for nylig er taget ud af drift, selvom disse vil kræve modificering.

### Nuværende vognpark
| Litra                 | Billede | Type             | Maks. hastighed | Antal | Vogne pr. togsæt | Sædeopstilling | Kørte ruter                                     | Bygget    |
| --------------------- | ------- | ---------------- | --------------- | ----- | ---------------- | -------------- | ----------------------------------------------- | --------- |
| Litra 172/0 Turbostar |         | dieseltogsæt     | 120             | 8     | 2                | 2+2            | Gospel Oak-Barking                              | 2010      |
| Litra 172/0 Turbostar |         |                  |                 |       |                  |                |                                                 |           |
| Litra 378 Capitalstar |         | elektrisk togsæt | 120             | 57    | 4                | Langsgående    | East London North London Watford DC West London | 2008–2011 |
| Litra 378 Capitalstar |         |                  |                 |       |                  |                |                                                 |           |

### Tidligere vognpark
| Litra                | Billede | Type             | Maks. hastighed | Antal | Vogne pr. togsæt | Kørte ruter                         | Bygget                          |
| -------------------- | ------- | ---------------- | --------------- | ----- | ---------------- | ----------------------------------- | ------------------------------- |
| Litra 150/1 Sprinter |         | dieseltogsæt     | 120             | 6     | 2                | Gospel Oak-Barking                  | 1984–1987                       |
| Class 313/1          |         | elektrisk togsæt | 120             | 23    | 3                | North London Watford DC West London | 1976–1977 (Renoveret 1997–2001) |
| Class 313/1          |         |                  |                 |       |                  |                                     |                                 |
| Class 508/3          |         | elektrisk togsæt | 120             | 3     | 3                | Watford DC Line                     | 1979–1980 (Renoveret 2003)      |

### Design
Nyt rullende materiel er blevet malet med nyt London Overground-design. Design er magen til det typiske Underground-design, med lysegrå vogne, en langsgående tyk blå stribe og en tynd orange stribe langs bunden, London Overground-rondeller midtvejs langs vognene og orange døre. Enderne er malet gul i overensstemmelse med National Rail-standarder. Sædebetrækket er moket udført af industridesigner Wallace Sewell.
Ældre rullende materiel arvet fra Silverlink bevarede Silverlinks lilla og limegrønne design med gule døre indtil materiellet blev erstattet. Silverlink-logoerne blev fjerne og Overground-bannere blev tilføjet.

## Nuværende udviklinger
Udvidelsen af Overground-netværket har været vidt bekendtgjort af TfL som en del af deres transportstrategi, og involverer tilføjelsen af to nye baner til netværket, som til sidst vil danne en slags ring rundt om London. East London Railway er nu fuldendt, og finansieringen for ombygningen af South London Line blev sikret i 2009. Fremtidige 2010-netværkskort blev udgivet til pressen i 2008, for at illustrere det planlagte netværks fulde omfang.

### South London Line
Anden etape af East London Line-forlængelsen begyndte anlæg i maj 2011. Den vil give en yderligere 2,5 km forbindelse fra syd for Surrey Quays til Network Rails Inner South London Line til Clapham Junction, via Queens Road Peckham, Peckham Rye, Denmark Hill, Clapham High Street og Wandsworth Road. Forlængelsen brugen en linjeføring mellem Rotherhithe og Peckham, som ikke har været benyttet siden 1911, via den lukkede Old Kent Road Station.
Projektets finansiering blev sikret i februar 2009, heriblandt £64 millioner fra Transportministeriet og £15 millioner fra TfL, og arbejdet planlægges afsluttet ultimo 2012.
Ruten passerer over både Loughborough Junction og Brixton Stationer uden stop. Forslaget er blevet kritiseret for ikke at indeholde nye skiftestationer med Thameslink og London Undergrounds Victoria line. Der planlægges ingen stationer på disse lokaliteter, da banen er på høje jernbanebuer, hvilket gør anlægsomkostningerne for en hvilken som helst station uoverkommelige.
Der var planlagt en ny station på Surrey Canal Road. Dette blev sat i bero i 2009, men der bygges dog en passende stationsboks for at fremme et senere anlæg.

## Foreslåede udviklinger
Som med al transport i London har der været en række forslag angående forlængelser og ændringer til Overground-netværket. Endnu er ingen af disse blevet bekræftet.

### Watford DC Line-overdragelse til Bakerloo
TfL har foreslået en gen-forlængelse af Bakerloo Line til Watford Junction. Det er blevet foreslået, at det meste af eller hele banen fra Queen's Park til Watford Junction udelukkende skal køres af London Underground, og London Overground-driften skal indstilles.
Som en del af denne ændring skal Overground-tog omledes ved Primrose Hill Junction via den nuværende godsbane gennem Primrose Hill (lukket for passagertrafik siden 1992) til Camden Road, for at give en ny linje mellem Queen's Park og Stratford. Hvis denne ændring skulle finde sted, vil Kilburn High Road og South Hampstead ikke længere have direkte forbindelse til det centrale London, og The Overground vil miste sin i øjeblikket eneste London-terminal (Euston).
Watford-banen er stadig vist som en del af The Overground på de potentielle netværkskort, som udgives af TfL, så detet forslag forekommer usikkert. Desuden er finansieringen bekræftet for Croxley Rail Link, hvor Watford-grenen på Metropolitan line omlægges til Watford Junction, via genopbygget infrastruktur med forbindelse til Watford High Street (hvor den vil dele spor med, og forstærke køreplanen for, London Overground).

### Yderligere udvidelse i Sydlondon
I marts 2008-udgaven af avisen The Londoner, offentliggjorde TfL en intention om overtagelse af flere ruter i Sydlondon, da Southerns franchise udløb i 2009. Denne plan blev dog ikke indlemmet i franchiseudbudsdokumenterne og heller ikke i tiårsplanen fra 2008.

### Old Oak Common-skiftestation
Der findes en langsigtet plan om at skabe skiftefaciliteter med fremtidige High Speed 2-forbindelser på den foreslåede Old Oak Common Station. Planlægningsdokumenter fra Transportministeriet foreslår, at den nye station, på en grund lige syd for Willesden Junction, kunne åbne i 2025 og tilbyde forbindelser til London Overground på både North London og West London Lines.
Stationen skal også betjenes af den kommende Crossrail-bane, Great Western Main Line-tog og Heathrow Express, og forslagene indikerer også muligheden for skiftefaciliteter med Bakerloo og Central lines. Old Oak Common-planerne støttes af Hammersmith and Fulham.